# کمتر از صفر (فیلم)
کمتر از صفر (به انگلیسی: Less Than Zero) فیلمی است محصول سال ۱۹۸۷ و به کارگردانی مارک کانیوسکا است. در این فیلم بازیگرانی همچون اندرو مک‌کارتی، جیمی گرتز، رابرت داونی جونیور، جیمز اسپیدر، برد پیت، نیکلاس پریور، تونی بیل، مایکل باون، سارا جی. باکستون، لیسانه فالک، کریستوفر مالکی و جکی سوانسون ایفای نقش کرده‌اند.